# Königsschlösser-Romantik-Marathon
Der Königsschlösser-Romantik-Marathon (bis 2007 König-Ludwig-Marathon) ist ein Marathon in Füssen, der seit 2001 im Juli stattfindet.
Der Teilnehmerrekord mit 750 Läufern im Ziel (623 Männer, 127 Frauen) wurde im Jahr 2008 erzielt.

## Streckenverlauf
Start und Ziel ist auf der Reichenstraße in der Füssener Altstadt. Von dort geht es zunächst nach Norden, wo der Hopfensee im Uhrzeigersinn umrundet wird. Südlich des Festspielhauses Neuschwanstein gelangt man dann zum Forggensee, an dessen Südspitze vorbei man in das Gebiet der Gemeinde Schwangau läuft. Auf der Höhe des Bannwaldsees verlässt man das Ufer des Forggensees und läuft nun am Tegelberg und den Königsschlössern Neuschwanstein (erbaut vom Namenspatron des Laufes Ludwig II.) und Hohenschwangau vorbei zum Schwansee. Danach geht es südlich von Füssen am Hohen Schloss vorbei auf eine Schleife durch das Faulenbachtal. Dort ist der einzige größere Anstieg der ansonsten weitgehend flachen Strecke zu bewältigen, bevor die Strecke zu ihrem Ausgangspunkt zurückführt.

## Statistik

### Streckenrekorde
- Männer: 2:19:08 h, Titus Kipchumba Kosgei (KEN), 2010
- Frauen: 2:43:16 h, Beatrice Jepkorir Rutto (KEN), 2010

### Siegerliste
Quelle: Website des Veranstalters
| Jahr          | Männer                     | Nation      | Zeit    | Frauen                      | Nation                 | Zeit    |
| ------------- | -------------------------- | ----------- | ------- | --------------------------- | ---------------------- | ------- |
| 26. Juli 2025 | Benjamin Polin -2-         | Frankreich  | 2:24:58 | Maria Elisa Legelli -3-     | Deutschland            | 2:48:14 |
| 20. Juli 2024 | Benjamin Polin             | Frankreich  | 2:27:32 | Maria Elisa Legelli -2-     | Deutschland            | 2:52:06 |
| 22. Juli 2023 | Andreas Dietrich           | Deutschland | 2:33:03 | Maria Elisa Legelli         | Deutschland            | 2:48:03 |
| 24. Juli 2022 | Kay-Uwe Müller             | Deutschland | 2:34:39 | Maria Magdalena Veliscu -4- | Rumänien               | 3:03:47 |
| 2021          | –                          | –           | –       | –                           | –                      | –       |
| 2020          | –                          | –           | –       | –                           | –                      | –       |
| 21. Juli 2019 | Ivan Bubnov                | Russland    | 2:30:47 | Maria Magdalena Veliscu -3- | Rumänien               | 3:05:51 |
| 22. Juli 2018 | Wouter Decock              | Belgien     | 2:41:58 | Katherine Wood              | Vereinigtes Königreich | 2:49:50 |
| 23. Juli 2017 | Frank Merrbach -2-         | Deutschland | 2:39:42 | Maria Magdalena Veliscu -2- | Rumänien               | 3:08:32 |
| 24. Juli 2016 | Frank Merrbach             | Deutschland | 2:41:42 | Maria Magdalena Veliscu     | Rumänien               | 3:07:00 |
| 19. Juli 2015 | Paul Schmidt               | Deutschland | 2:27:29 | Doris Marquardt -2-         | Deutschland            | 3:03:04 |
| 20. Juli 2014 | Marco Diehl                | Deutschland | 2:48:40 | Doris Marquardt             | Deutschland            | 3:15:08 |
| 21. Juli 2013 | Daniel Kiptum              | Kenia       | 2:24:45 | Linda Vanlommel             | Belgien                | 3:08:42 |
| 22. Juli 2012 | Marco Diehl -3-            | Deutschland | 2:44:16 | Astrid Staubach             | Deutschland            | 3:13:57 |
| 24. Juli 2011 | Ben Masai                  | Kenia       | 2:38:39 | Mara del Frari              | Deutschland            | 3:19:21 |
| 25. Juli 2010 | Titus Kipchumba Kosgei -2- | Kenia       | 2:19:08 | Beatrice Jepkorir Rutto     | Kenia                  | 2:43:16 |
| 26. Juli 2009 | Titus Kipchumba Kosgei     | Kenia       | 2:24:32 | Mikki Heiß(-Hirt) -3-       |                        | 2:53:41 |
| 27. Juli 2008 | Marco Diehl -2-            | Deutschland | 2:35:11 | Regina Blatz                |                        | 3:11:15 |
| 22. Juli 2007 | Marco Diehl                | Deutschland | 2:36:02 | Monica Barchetti            | Italien                | 3:11:09 |
| 23. Juli 2006 | Tobias Brack               | Deutschland | 2:35:18 | Mikki Hirt -2-              |                        | 2:55:47 |
| 17. Juli 2005 | Thomas Miksch -3-          |             | 2:42:37 | Heike Neuburger             |                        | 3:19:40 |
| 18. Juli 2004 | Marek Wasilewski           | Polen       | 2:36:55 | Mikki Hirt                  |                        | 3:21:24 |
| 27. Juli 2003 | Christian Jocher           | Italien     | 2:38:52 | Gaby Schöffmann             |                        | 3:10:18 |
| 21. Juli 2002 | Thomas Miksch -2-          |             | 2:42:43 | Sabine Rabe                 |                        | 3:11:28 |
| 22. Juli 2001 | Thomas Miksch              |             | 2:37:39 | Sophie Berkmiller           |                        | 3:04:15 |